# 杨家湾镇 (保德县)
杨家湾镇，是中华人民共和国山西省忻州市保德县下辖的一个乡镇级行政单位。

## 行政区划
杨家湾镇下辖以下地区：
杨家湾村、郭家湾村、崔家湾村、杨家塔村、稻畦村、崔家塔村、太平头村、段家沟村、崔家焉村、孙家梁村、李家峁村、唐子梁村、胶泥圪达村、故城村、花园子村、前会村、后会村、霍家梁村、王家洼村、余铁村、旺塔村、石圪达村、山头村、石洼村和阳塔村。